# Canton de Maripasoula
Le canton de Maripasoula est une ancienne division administrative française, située dans le département français de la Guyane, dans l'arrondissement de Saint-Laurent-du-Maroni.
C'était le plus grand canton français par sa superficie. Il était plus vaste qu'une région métropolitaine telle que l'Auvergne et de superficie comparable à un pays tel que la Belgique.
Il était frontalier du Suriname et du Brésil.

## Présentation
| Nom                     | Code Insee | Intercommunalité       | Superficie (km2) | Population (dernière pop. légale) | Densité (hab./km2) |
| ----------------------- | ---------- | ---------------------- | ---------------- | --------------------------------- | ------------------ |
| Maripasoula (chef-lieu) | 97353      | CC de l'Ouest guyanais | 18 360,00        | 10 984 (2014)                     | 0,6                |
| Apatou                  | 97360      | CC de l'Ouest guyanais | 2 020,00         | 8 040 (2014)                      | 4                  |
| Grand-Santi             | 97357      | CC de l'Ouest guyanais | 2 112,00         | 6 656 (2014)                      | 3,2                |
| Papaichton              | 97362      | CC de l'Ouest guyanais | 2 628,00         | 6 572 (2014)                      | 2,5                |
| Saül                    | 97352      | CC de l'Ouest guyanais | 4 475,00         | 148 (2014)                        | 0,03               |

## Représentation
| Période | Période | Identité        | Étiquette    | Qualité                                                              |
| ------- | ------- | --------------- | ------------ | -------------------------------------------------------------------- |
| 1967    | 1985    | Paul Jean-Louis | UDR puis RPR | Instituteur, conseiller régional, député-suppléant d'Hector Riviérez |
| 1985    | 1998    | Antoine Abienso | PSG          | Visiteur-enquêteur social, maire de Maripasoula (1989-1996)          |
| 1998    | 2004    | Gérard Amayota  | DVD puis UMP | Enseignant Maire d'Apatou (2001-2008)                                |
| 2004    | 2011    | Jocelyn Agelas  | DVD          | Fonctionnaire territorial, adjoint au maire de Maripasoula           |
| 2011    | 2015    | Claude Djani    | app. PSG     | Journaliste, Papaichton                                              |